# Renato Braglia
Renato Braglia (Bomporto, 8 aprile 1920 – Modena, 24 aprile 1999) è stato un allenatore di calcio e calciatore italiano, di ruolo difensore.
È stato bandiera e capitano del Modena tra gli anni 1940 e 1950 nonché calciatore più presente nella storia del club gialloblù.

## Carriera
(Dizionario del calcio italiano di Marco Sappino, Baldini & Castoldi, pagina 101)
È cresciuto calcisticamente nel Modena, dove è poi rimasto per quasi tutta la sua carriera, collezionando 518 presenze; nella stagione 1946-1947 la sua squadra, dotata della difesa meno battuta del campionato, con 24 gol subiti, si piazza al terzo posto, il migliore piazzamento della squadra nella sua storia. È il giocatore con più partite in assoluto con la casacca modenese.
Suo figlio Giorgio è stato anch'egli calciatore in serie A, mentre i fratelli Sentimenti erano suoi cugini.

## Statistiche

### Presenze e reti nei club
| Stagione        | Squadra         | Campionato      | Campionato | Campionato | Coppe nazionali | Coppe nazionali | Coppe nazionali | Coppe continentali | Coppe continentali | Coppe continentali | Totale | Totale |
| Stagione        | Squadra         | Comp            | Pres       | Reti       | Comp            | Pres            | Reti            | Comp               | Pres               | Reti               | Pres   | Reti   |
| --------------- | --------------- | --------------- | ---------- | ---------- | --------------- | --------------- | --------------- | ------------------ | ------------------ | ------------------ | ------ | ------ |
| 1939-1940       | Modena          | A               | 18         | 0          | CI              | 3               | 0               | -                  | -                  | -                  | 21     | 0      |
| 1940-1941       | Modena          | B               | 34         | 0          | CI              | 0               | 0               | -                  | -                  | -                  | 34     | 0      |
| 1941-1942       | Modena          | A               | 23         | 0          | CI              | 3               | 0               | -                  | -                  | -                  | 26     | 0      |
| 1942-1943       | Modena          | B               | 32         | 0          | CI              | 2               | 0               | -                  | -                  | -                  | 34     | 0      |
| 1944            | Modena          | DN              | 12         | 0          | -               | -               | -               | -                  | -                  | -                  | 12     | 0      |
| 1945-1946       | Modena          | A               | 26         | 0          | CAI             | 12              | 0               | -                  | -                  | -                  | 38     | 0      |
| 1946-1947       | Modena          | A               | 38         | 0          | -               | -               | -               | -                  | -                  | -                  | 38     | 0      |
| 1947-1948       | Modena          | A               | 40         | 0          | -               | -               | -               | TIAG               | 2                  | 0                  | 42     | 0      |
| 1948-1949       | Modena          | A               | 37         | 1          | -               | -               | -               | -                  | -                  | -                  | 37     | 1      |
| 1949-1950       | Modena          | B               | 36         | 0          | -               | -               | -               | -                  | -                  | -                  | 36     | 0      |
| 1950-1951       | Modena          | B               | 38         | 0          | -               | -               | -               | -                  | -                  | -                  | 38     | 0      |
| 1951-1952       | Modena          | B               | 37         | 0          | -               | -               | -               | -                  | -                  | -                  | 37     | 0      |
| 1952-1953       | Modena          | B               | 30         | 0          | -               | -               | -               | -                  | -                  | -                  | 30     | 0      |
| 1953-1954       | Modena          | B               | 34         | 0          | -               | -               | -               | -                  | -                  | -                  | 34     | 0      |
| 1954-1955       | Modena          | B               | 25         | 0          | -               | -               | -               | -                  | -                  | -                  | 25     | 0      |
| 1955-1956       | Modena          | B               | 25         | 0          | -               | -               | -               | -                  | -                  | -                  | 25     | 0      |
| 1956-1957       | Modena          | B               | 11         | 0          | -               | -               | -               | -                  | -                  | -                  | 11     | 0      |
| Totale Modena   | Totale Modena   | Totale Modena   | 496        | 1          |                 | 20              | 0               |                    | 2                  | 0                  | 518    | 1      |
| 1957-1958       | Fidenza         | IV              | 30         | 0          |                 |                 |                 | -                  | -                  | -                  | 30     | 0      |
| 1958-1959       | Moglia          | IV              | 29         | 1          |                 |                 |                 | -                  | -                  | -                  | 29     | 1      |
| 1959-1960       | Suzzara         | V               | 18         | 0          |                 |                 |                 | -                  | -                  | -                  | 18     | 0      |
| 1960-1961       | Suzzara         | V               | 12         | 0          |                 |                 |                 | -                  | -                  | -                  | 12     | 0      |
| Totale Suzzara  | Totale Suzzara  | Totale Suzzara  | 30         | 0          |                 |                 |                 | -                  | -                  | -                  | 30     | 0      |
| Totale carriera | Totale carriera | Totale carriera | 585        | 2          |                 |                 |                 |                    | 2                  | 0                  | 607    | 2      |

## Palmarès

### Club

#### Competizioni nazionali
- Campionato italiano di Serie B: 1

Modena: 1942-1943

#### Competizioni internazionali
- Torneo Internazionale dell'Amicizia di Ginevra: 1

Modena: 1947